# San Millán de Yécora
San Millán de Yécora es un municipio de la comunidad autónoma de La Rioja (España) perteneciente a la comarca de Haro. Está ubicado a los pies de los montes Obaranes, en torno al río Arto.

## Demografía
Cuenta con una población de 32 habitantes (INE 2024).
| Gráfica de evolución demográfica de San Millán de Yécora entre 1842 y 2021                                          |
| |
| Población de derecho según los censos de población del INE Población de hecho según los censos de población del INE |

## Administración y política
| Periodo   | Nombre                     | Partido |
| --------- | -------------------------- | ------- |
| 1979-1983 | José Luis Díez Díez        | UCD     |
| 1983-1987 | Ismael Díez Cantabrana     | AP      |
| 1987-1991 | Ismael Díez Cantabrana     | AP      |
| 1991-1995 | José Pablo San Millán Ruiz | PP      |
| 1995-1999 | José Pablo San Millán Ruiz | PP      |
| 1999-2003 | José Pablo San Millán Ruiz | PP      |
| 2003-2007 | José Pablo San Millán Ruiz | PP      |
| 2007-2011 | Rafael Ibáñez Moro         | PSOE    |
| 2011-2015 | Rafael Ibáñez Moro         | PSOE    |
| 2015-2019 | Jaime Ruiz Pascual         | PP      |
| 2019-2023 | Jaime Ruiz Pascual         | PP      |